# 오스트리아 의회
오스트리아 의회(독일어: Österreichisches Parlament)는 연방제 국가인 오스트리아의 입법 기관을 의미한다. 183석의 하원인 국민의회와 62석의 상원인 연방의회의 양원제를 취하고 있다.

## 같이 보기
- 오스트리아 의회의사당